# Ixora kjellbergii
Ixora kjellbergii är en måreväxtart som beskrevs av Cornelis Eliza Bertus Bremekamp. Ixora kjellbergii ingår i släktet Ixora och familjen måreväxter. Inga underarter finns listade i Catalogue of Life.